# Sundons Gift
Sundons Gift, född 15 november 2001, är en nyzeeländsk varmblodig travhäst. Han tränades och kördes under större delen av karriären av Chris Lang. Han tävlade nästan uteslutande i Oceanien under sin tävlingskarriär. Han räknas som en av södra halvklotets bästa travhästar.

## Karriär
Sundons Gift tävlade mellan 2004 och 2013 och sprang in 1 275 264 nyzeeländska dollar på 86 starter, varav 41 segrar, 11 andraplatser och 6 tredjeplatser.
Sundons Gift tränades ursprungligen av Tim Butt i Nya Zeeland, utan några större framgångar. Han flyttades sedan till Chris Lang i Australien, och tog direkt fem raka segrar. Han har bland annat segrat i Australian Trotting Grand Prix två gånger (2007 och 2008). Den 7 februari 2009 segrade han i finalen av Inter Dominion Trotting Championship, som är ett av Australiens största travlopp. Han segrade även i loppet året efter.

### Sverigebesök
Efter segern i Inter Dominion Trotting Championship blev Sundons Gift inbjuden till 2009 års upplaga av Elitloppet. Han var totalt den sjunde hästen från Oceanien som hade bjudits in till Elitloppet, och det skulle dröja ända till 2018, då Maori Time bjöds in, till en häst från Oceanien skulle delta i Elitloppet igen. Innan starten i Elitloppet hann Sundons Gift att starta två gånger på svensk mark.
Sundons Gift lottades till spår åtta i sitt kvalheat, och dömdes tidigt ut av experter. Han var även spelad till 105 gånger pengarna. I loppet kom han på sjätte plats, och kvalificerade sig därmed inte till finalheatet samma dag.
Efter Elitloppet startade han i 2009 års upplaga av Norrbottens Stora Pris, där han kom på femte plats. Totalt startade Sundons Gift fyra gånger i Sverige.